# لياندرو ماريانو دا سيلفا
لياندرو ماريانو دا سيلفا هو لاعب كرة قدم برازيلي، ولد في 11 ديسمبر 1989 في Gaspar, Santa Catarina ‏ في البرازيل. لعب مع FK Baník Most 1909 ‏.